# Lukáš Pokorný
Lukáš Pokorný (* 5. Juli 1993) ist ein tschechischer Fußballspieler.

## Vereinskarriere
Pokorný begann seine Karriere bei Slovan Liberec, wo er am 2. März 2014 beim 3:2-Sieg der in der ersten tschechischen Liga in Jihlava sein Debüt im Profibereich gab und dabei 60 Ligaspiele erzielte. Er wurde im Januar 2017 vom HSC Montpellier für eine Ablöse von 1,5 Millionen Euro verpflichtet.
Im Januar 2018 kehrte Pokorný mit Slavia Prag in seine Heimat zurück. Die Ablösesumme wurde auf 800.000 Euro geschätzt.

## Nationalmannschaft
Pokorný feierte am 31. Oktober 2016 in einem Freundschaftsspiel gegen Armenien sein Länderspieldebüt für die Tschechische Republik.